# Erzenbach (Wiese)
Der Erzenbach ist ein gut zwei Kilometer langer Bach des Südschwarzwaldes, der im Stadtteil Atzenbach von Zell im Wiesental im baden-württembergischen Landkreis Lörrach von links und Osten in die Wiese mündet.

## Geographie

### Verlauf
Der Erzenbach entspringt im Walddistrikt Erzenwald südwestlich des Dorfes Rohrberg, das zur Gemeinde Häg-Ehrsberg gehört. Bereits nach rund 20 Metern überquert er die Gemarkungsgrenze nach Zell im Wiesental und fließt im Erzenloch weitgehend westwärts sein Tal in Richtung Atzenbach hinab. Auf etwa 615 m ü. NHN unterquert er den Otto-Maier-Weg, der an den letzten Bürgermeister der bis 1975 selbständigen Gemeinde Atzenbach erinnert. Knapp 250 Meter vor der Mündung in die Wiese beim Gewerbegebiet Auf der Spani, mündet von rechts und Norden der 0,9 km lange Waldbach Dinkelsgraben.
Die obere Hälfte seines Laufes fließt der Erzenbach im Wald weitgehend naturbelassen, danach in schmaler Wiesenaue unter Waldhängen entlang eines Feldwegs.

### Einzugsgebiet
Das naturräumlich zum Südschwarzwald gehörende Einzugsgebiet ist etwa 2,2 km² groß und liegt zu über 80 % im Stadtgebiet von Zell im Wiesental, der übrige Anteil im Nordosten gehört zum Gemeindegebiet von Häg-Ehrsberg. An seiner Ostecke am Westabfall unter dem 1032,7 m ü. NHN Gipfel des Hörnles liegt der höchste Punkt des Einzugsgebietes auf etwa 940 m ü. NHN über der tief eingekerbten Tallandschaft, die einen hohen Waldanteil hat.
Die Einzugsgebiete der folgenden Nachbargewässer grenzen an:
- Im Norden und Nordosten grenzt das Einzugsgebiet des noch höher zur Wiese entwässernden Angenbachs an;
- im Süden konkurriert der Schuhlochbach, der unmittelbar nach dem Erzenbach in die Wiese mündet.

### Zuflüsse
Liste der Zuflüsse von der Quelle zur Mündung (abgefragt oder abgemessen auf der amtlichen Gewässerkarte):
- (Namenloser Hangwaldzufluss), von rechts und Norden, Länge ca. 70 m, mündet auf etwa 755 m ü. NHN, entspringt auf etwa 778 m ü. NHN ca. 130 m westsüdwestlich der Erzenbachquelle;
- (Namenloser Hangwaldzufluss), von rechts und Norden, Länge ca. 160 m, mündet auf etwa 693 m ü. NHN, entspringt auf etwa 742 m ü. NHN;
- (Namenloser Hangwaldzufluss), von links und Südwesten, Länge ca. 190 m, Einzugsgebiet: ca. 30 ha, mündet auf etwa 633 m ü. NHN, entsteht auf etwa 775 m ü. NHN durch den Zusammenfluss der folgenden beiden:
  - (Namenloser Hangwaldzufluss), von rechts und Westen, Länge ca. 320 m, entspringt auf etwa 781 m ü. NHN;
  - (Namenloser Hangwaldzufluss), von links und Süden, Länge ca. 270 m, entspringt auf etwa 770 m ü. NHN;
- (Namenloser Hangwaldzufluss), von links und Süden, Länge ca. 170 m, mündet auf etwa 595 m ü. NHN, entsteht auf etwa 638 m ü. NHN durch den Zusammenfluss der folgenden beiden:
  - (Namenloser Hangwaldzufluss), von rechts und Südosten, Länge ca. 120 m, entspringt auf etwa 692 m ü. NHN;
  - (Namenloser Hangwaldzufluss), von links und Süden, Länge ca. 140 m, entspringt auf etwa 695 m ü. NHN;
- (Namenloser Hangwaldzufluss), von links und Süden, Länge ca. 340 m, mündet auf etwa 578 m ü. NHN, entspringt auf etwa 725 m ü. NHN am Nordhang des Köpfles;
- (Namenloser Hangwaldzufluss), von rechts und Nordosten, Länge ca. 440 m, mündet auf etwa 436 m ü. NHN, entsteht auf etwa 670 m ü. NHN am Südhang des Wegscheidekopfs; in diesen mündet
  - (Namenloser Hangwaldzufluss) von rechts und Nordwesten, Länge ca. 100 m, mündet auf etwa 555 m ü. NHN in vorstehenden Bach, entsteht auf etwa 595 m ü. NHN;
- (Namenloser Hangwaldzufluss), von rechts und Nordosten, Länge ca. 360 m, mündet auf etwa 515 m ü. NHN, entsteht auf etwa 685 m ü. NHN am Südwesthang des Wegscheidekopfs; in diesen mündet
  - (Namenloser Hangwaldzufluss) von rechts und Nordwesten, Länge ca. 60 m, mündet auf etwa 565 m ü. NHN in vorstehenden Bach, entsteht auf etwa 590 m ü. NHN;
- (Namenloser Hangwaldzufluss), von links und Süden, Länge ca. 360 m, mündet auf etwa 498 m ü. NHN, entsteht auf etwa 637 m ü. NHN;
- Dinkelsgraben (GKZ 2325122), von rechts und Nordnordosten, Länge ca. 870 m, Einzugsgebiet: ca. 42 ha, mündet auf etwa 465 m ü. NHN, entsteht auf etwa 658 m ü. NHN am Westhang des Wegscheidekopfs.

### Flusssystem Wiese
- Fließgewässer im Flusssystem Wiese

## Natur und Umwelt
Im August 2018 war der Erzenbach fast ausgetrocknet, Mitglieder des Angelvereins Zell retteten rund 350 Bachforellen vor dem Erstickungstod.